# Truhendingen (Adelsgeschlecht)

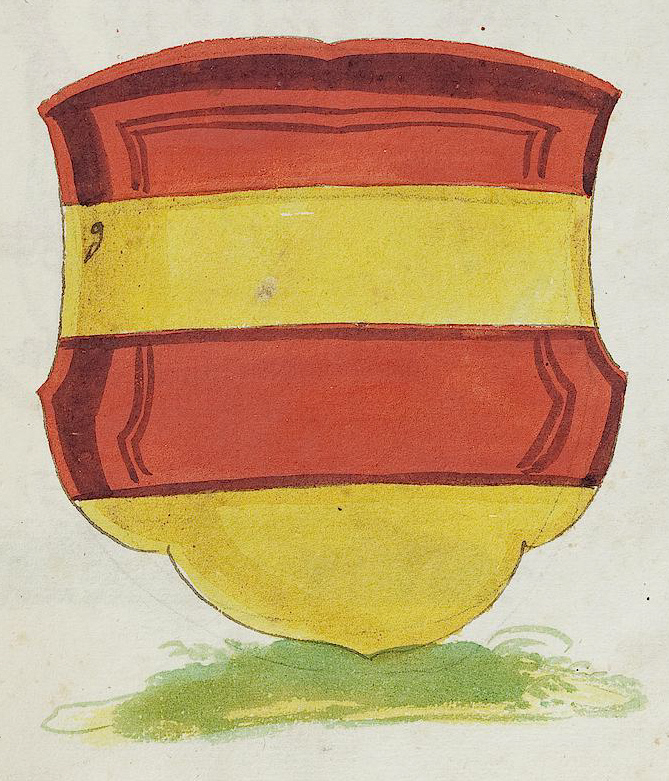
Wappen der Grafen von Truhendingen

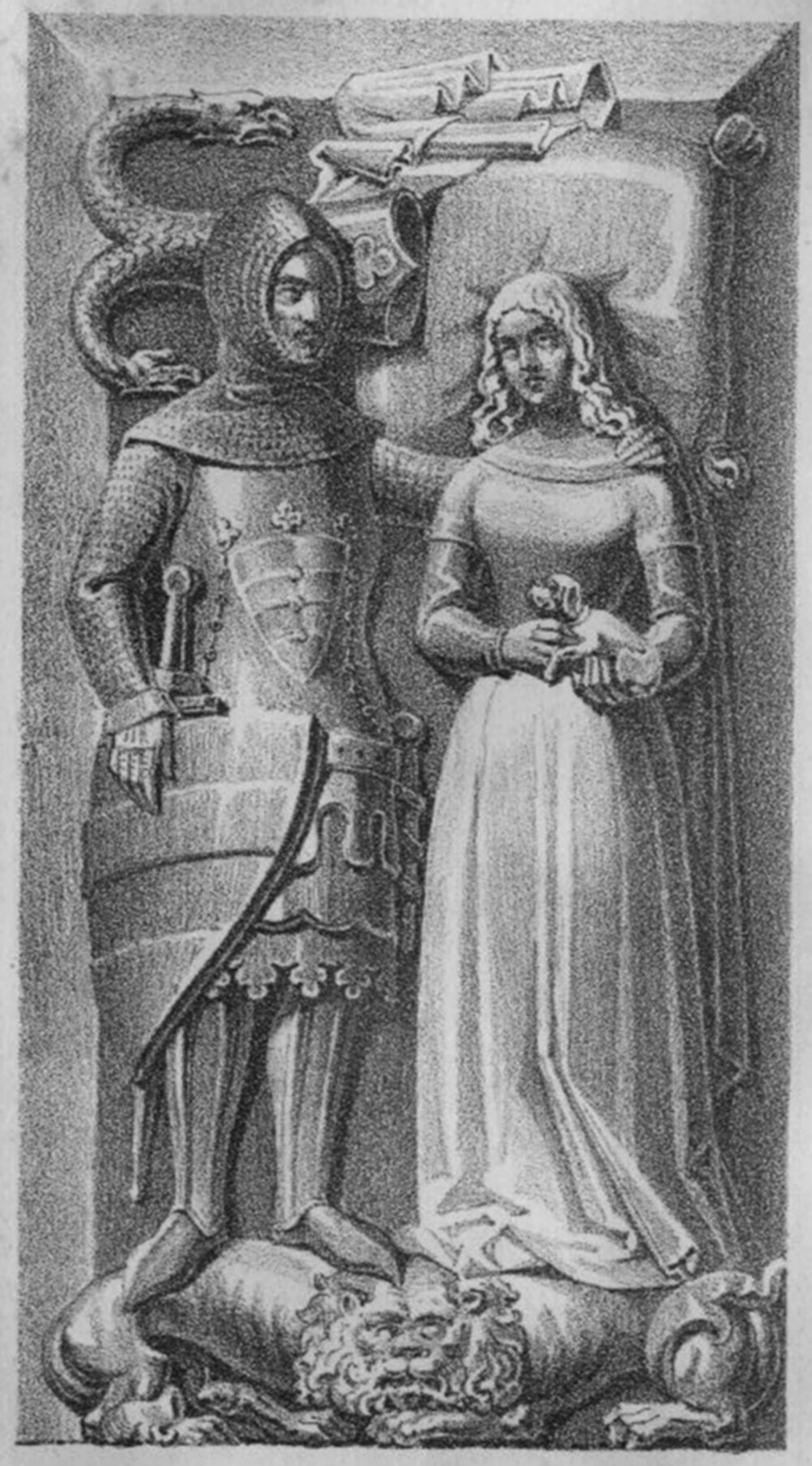
Grabmal des Friedrich von Truhendingen und der Agnes, Tochter des Grafen Konrad

Die Familie von Truhendingen ist ein schwäbisch-fränkisches Grafengeschlecht, das seit dem frühen 12. Jahrhundert nachweisbar ist. Der Grafentitel ist erstmals 1264 belegt; vorher zählt die Familie aber bereits zu den Edelfreien. Das Geschlecht erlosch Ende des 15. Jahrhunderts.

## Geschichte

### Ursprung
Namensgebende Ortschaft für das Geschlecht ist Altentrüdingen, heute Teil der Stadt Wassertrüdingen im mittelfränkischen Landkreis Ansbach, welche bereits im 9. Jahrhundert als „Trutmuntingen“ genannt wird. Angeblich soll Runizza, eine Tochter des Grafen Reginbert von Truhendingen, mit Poppo von Andechs, Sohn des Berthold II. von Andechs, verheiratet gewesen sein. Die Ehe wurde angeblich später wegen Unfruchtbarkeit geschieden.  Die erste urkundliche Erwähnung, die angeblich auf das Jahr 1113 zurückreicht, worin Adelbertus et Friedericus de Truhendingen erscheinen, ist wohl nicht haltbar. Folgend treten sie 1129 in einer Zeugenreihe für den Bischof von Eichstätt auf. Als Vögte des Klosters Eichstätt baute die Familie von der Mitte des 12. Jahrhunderts an ihren Einfluss durch Rodung und Siedlungen entlang des Hahnenkamms aus, in einem Waldgebiet, welches dem Kloster bereits 1053 durch Schenkung Kaiser Heinrich III. zufiel, und schuf dort Burgen zur Absicherung dieses Gebietes. Die damalige Burg Spielberg war darunter eine der wichtigen Burgen im Wettbewerb mit den Grafen von Oettingen. In einer Urkunde aus dem Jahr 1142 werden die Brüder Fridericus und Adalbertus de Truhendingen als Zeugen genannt. In der Zeugenreihe ihnen folgend erscheint Tibertus de Spilberg, der bereits ab dem 31. März 1138 gleich in mehreren Urkunden als Zeuge des Nürnberger Burggrafen Gottfried III. von Raabs erscheint und wohl ein Ministeriale der Truhendinger auf Burg Spielberg war.

### Verbreitung
Im fränkisch-schwäbischen Raum sind die von Truhendingen u. a. in Colmberg, Gunzenhausen, Hatzenhofen, Solnhofen und Treuchtlingen nachweisbar.
Die Familie ist durch Heirat mit den Grafen von Oettingen, den Grafen von Dillingen, den Grafen von Graisbach, den Grafen von Urach und den Grafen von Ortenburg verwandt. Die obermainische Linie (siehe auch Stammliste der Truhendingen) verband sich später u. a. mit den Edlen von Schlüsselberg und den Grafen von Henneberg.

### Erben der Andechs-Meranier
Die Familie von Truhendingen war im fränkischen Raum zunächst nur mit kleineren Besitzungen vertreten. Dies änderte sich im Jahr 1248 mit dem Tod von Otto II. und damit dem Aussterben der Andechs-Meranier in männlicher Linie. Friedrich von Truhendingen, verheiratet mit Margaretha von Meranien, beerbte die Meranier ebenso wie Otto von Weimar-Orlamünde und der Nürnberger Burggraf Friedrich III. Allerdings erhob zunächst auch der Bamberger Bischof Friedrich I. von Hohenlohe Anspruch auf die Besitzungen als heimgefallene Lehen des Bamberger Hochstifts. Friedrich von Truhendingen konnte sich letztlich behaupten; allerdings wurde der Besitz mehrfach an das Hochstift verpfändet und 1390 schließlich endgültig verkauft. Mit Fürstbischof Friedrich von Truhendingen († 1366) nahm die Familie allerdings auch unmittelbaren Einfluss in die Geschicke des Bistums. Zum Erbe gehörten die Giechburg und die Gügel-Burg, sowie der Markt Scheßlitz und andere umliegende Ortschaften wie Kübelstein, Laibarös, Stadelhofen, Wattendorf und auch Neuhaus als bambergische Lehen. Ein anderer Schwerpunkt war der Markt Baunach mit Lauter und die Stufenburg als fuldische Lehen. Hinzu kam noch Arnstein als freieigener Besitz. Nach 1390 nahmen Familienmitglieder wichtige Positionen anderer Territorialherren ein, darunter der Brandenburg-Kulmbacher Amtmann Oswalt von Truhendingen.

## Wappen
Das Wappen ist dreimal von Rot und Gold geteilt. Die Helmzier besteht aus Stierhörnern (mit Pfauenbusch) oder voneinander abgewendeten Schwanenhälsen.

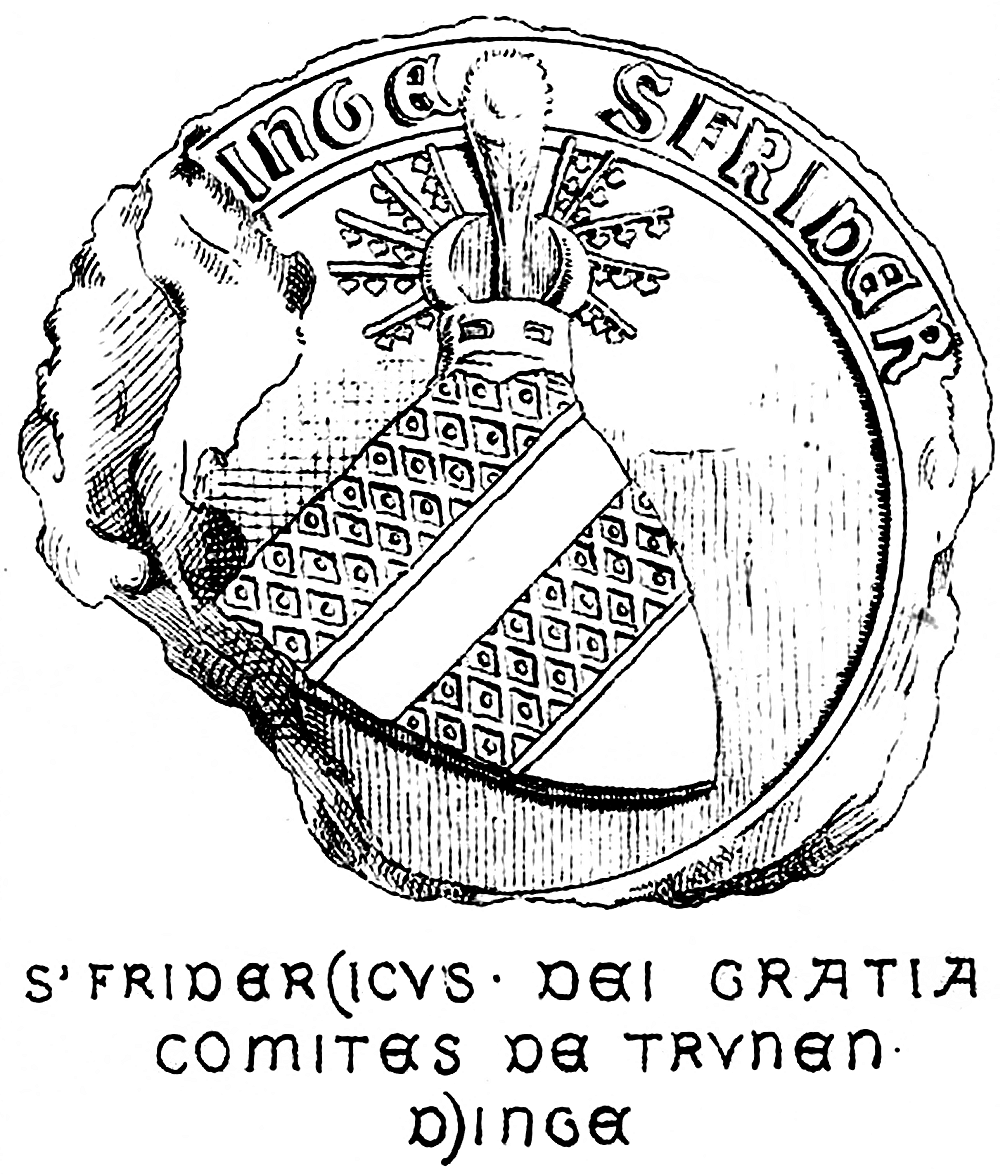
Siegel des Fridericus de Truhendingen
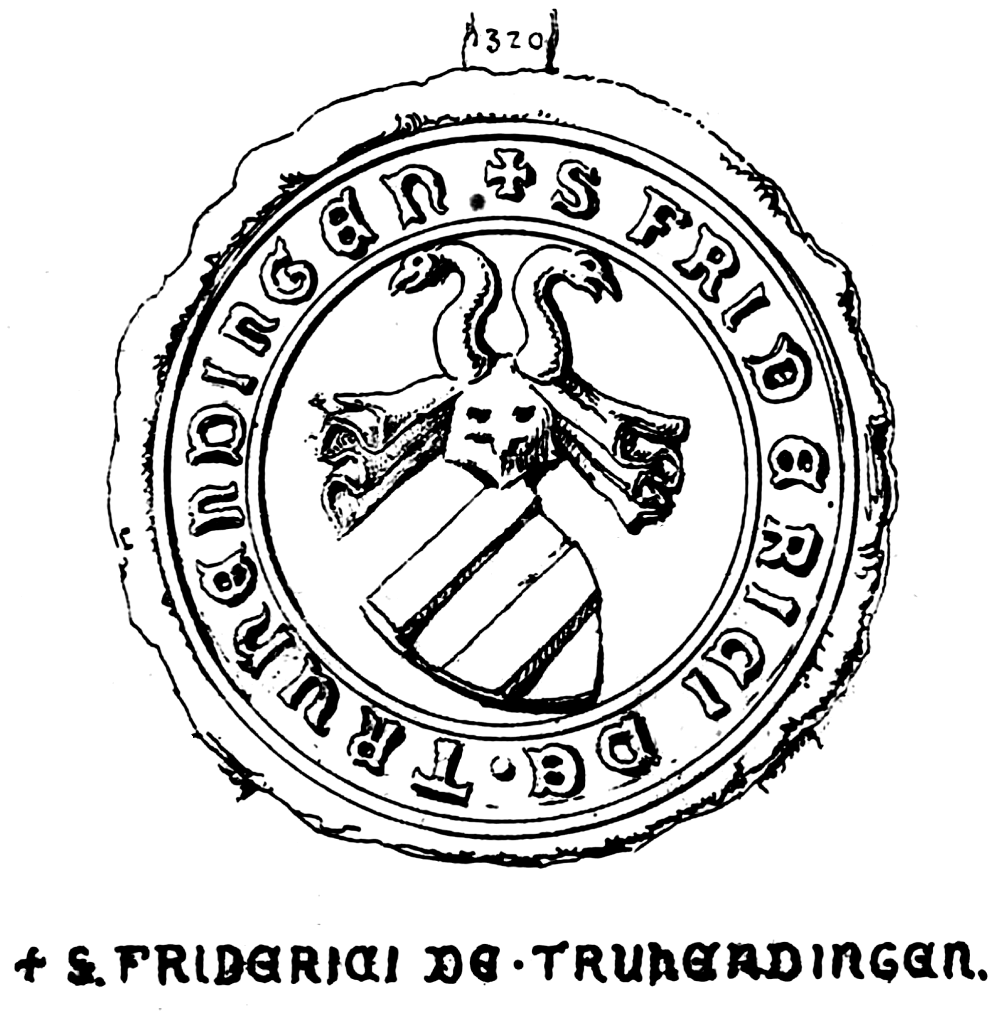
Siegel des Fridericus de Truhendingen von 1320
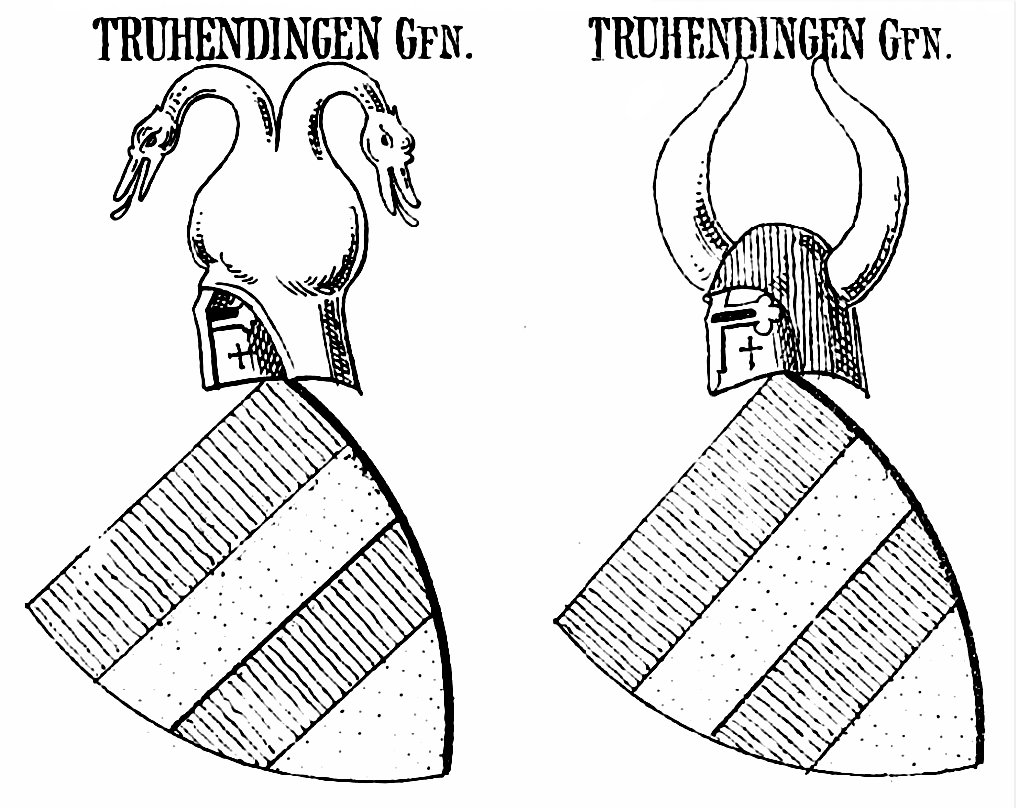
Wappen der Grafen von Truhendingen

## Persönlichkeiten
- Siegfried von Truhendingen († 1150): Bischof von Würzburg (1146–1150)
- Friedrich I. von Truhendingen: Erbe der Andechs-Meranier, Ahnherr
- Agnes von Truhendingen († 20. September 1294), Ehefrau von Heinrich I. von u. zu Fürstenberg
- Agnes von Württemberg (* vor 1264; † 27. September 1305): Gräfin von Württemberg, Oettingen, Truhendingen und Hohenlohe, ⚭ vor 11. Januar 1282 (mit Dispensurkunde vom 13. Juni 1288 bzgl. Blutsverwandtschaft im vierten Grad)[6] Friedrich II. Graf von Truhendingen (* 1253; † 1290), gemeinsame Tochter Margarete von Truhendingen (* 1290; † 10. August 1348), ihre 1. ⚭ Ludwig III. Herzog von Teck († 28. Januar 1334), sie hatten mehrere Kinder, ihre 2. ⚭ 1334 mit Baron Johannes von Steinegg, gemeinsamer Sohn Freiherr Ambrosius von Steinegg (* 1342), ⚭ Anna von Veringen (* 1339)
- Friedrich von Truhendingen († 1366): Fürstbischof von Bamberg (1363–1366)
- Oswalt von Truhendingen (* um 1380; † um 1424): Brandenburg-Kulmbacher Amtmann

## Burgen der Truhendinger

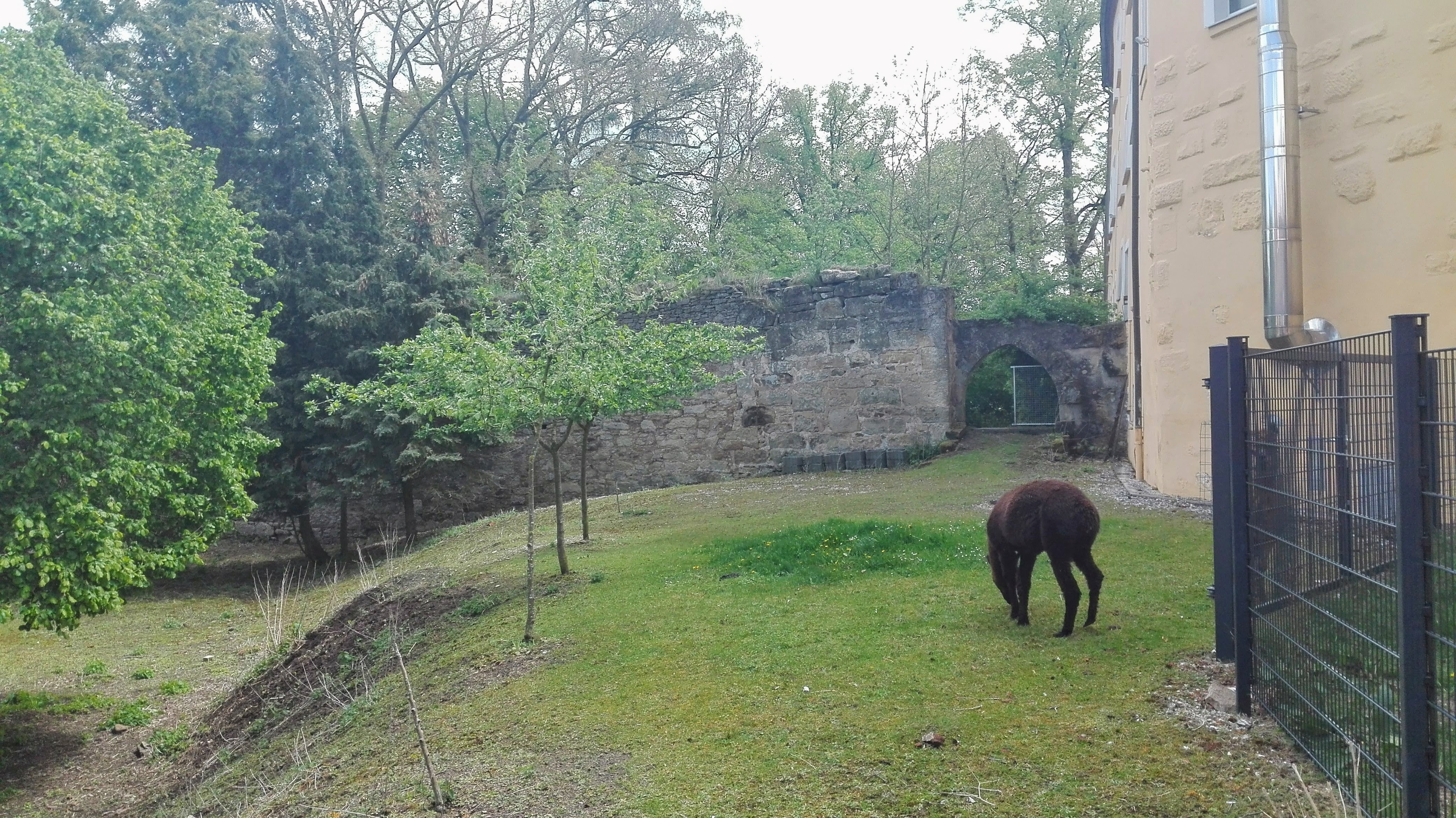
Altes Wasserschloss Wassertrüdingen
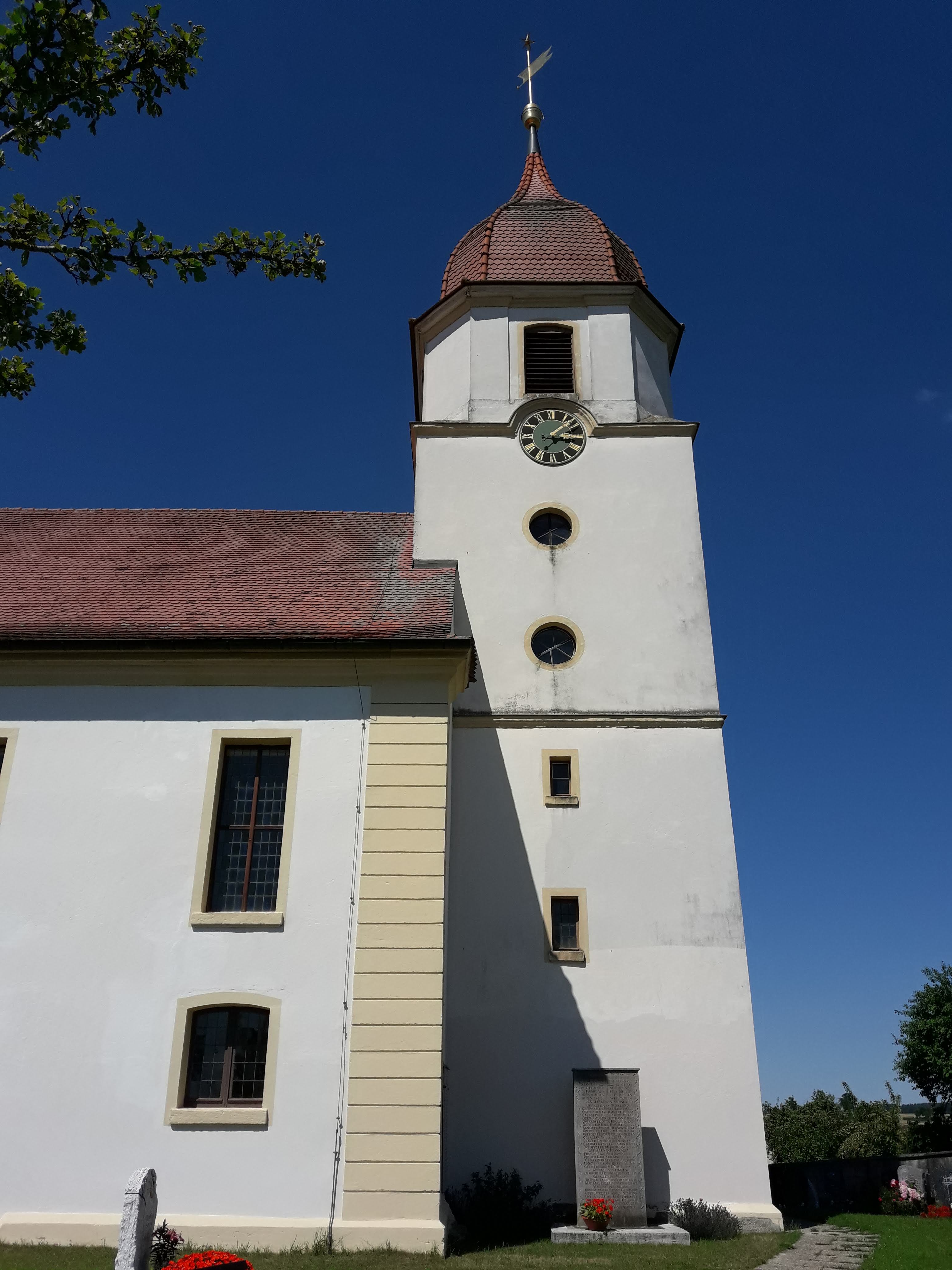
Bergfried der einstigen Burg Burg Altentrüdingen – heute Kirchturm
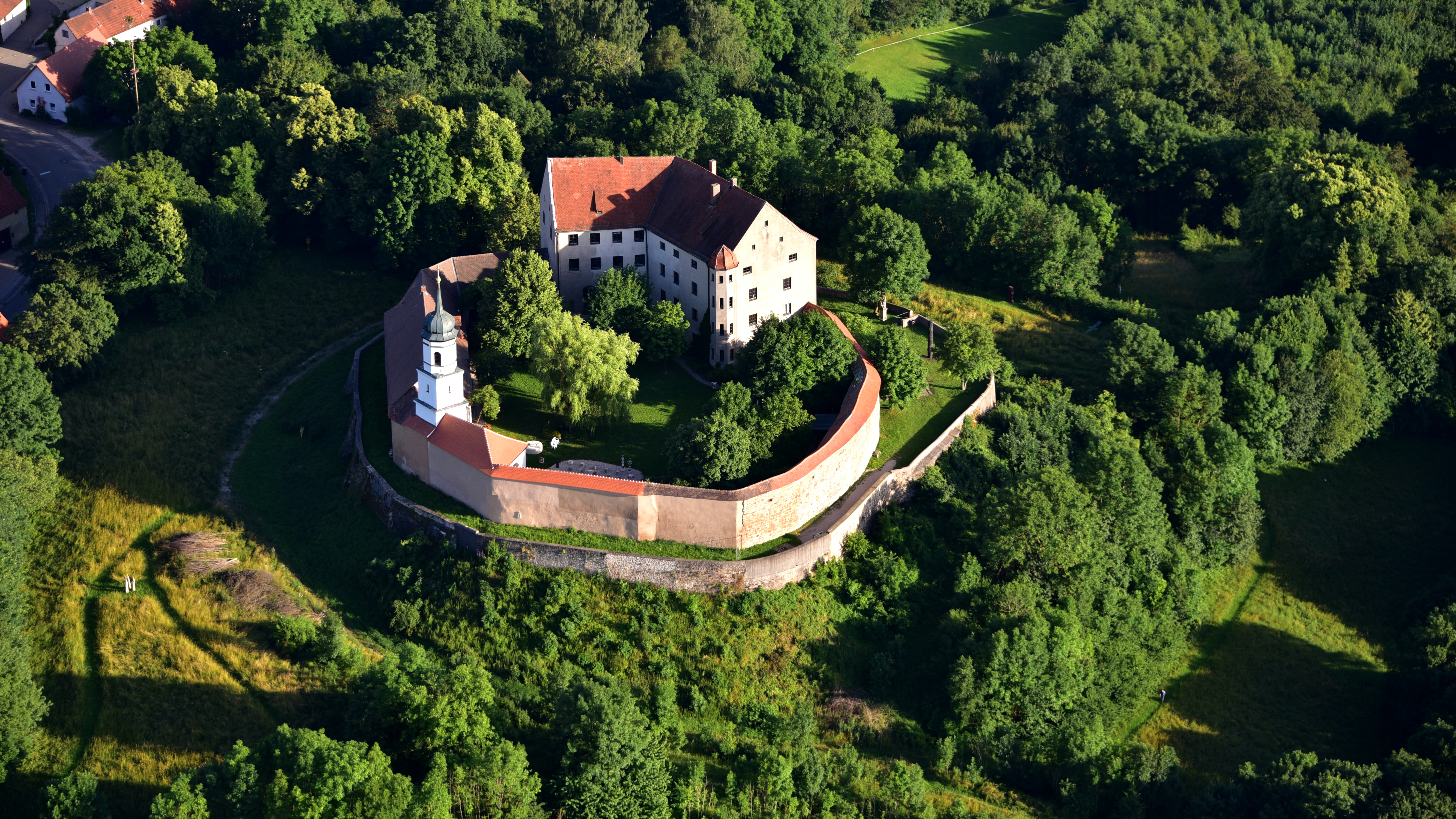
Schloss Spielberg
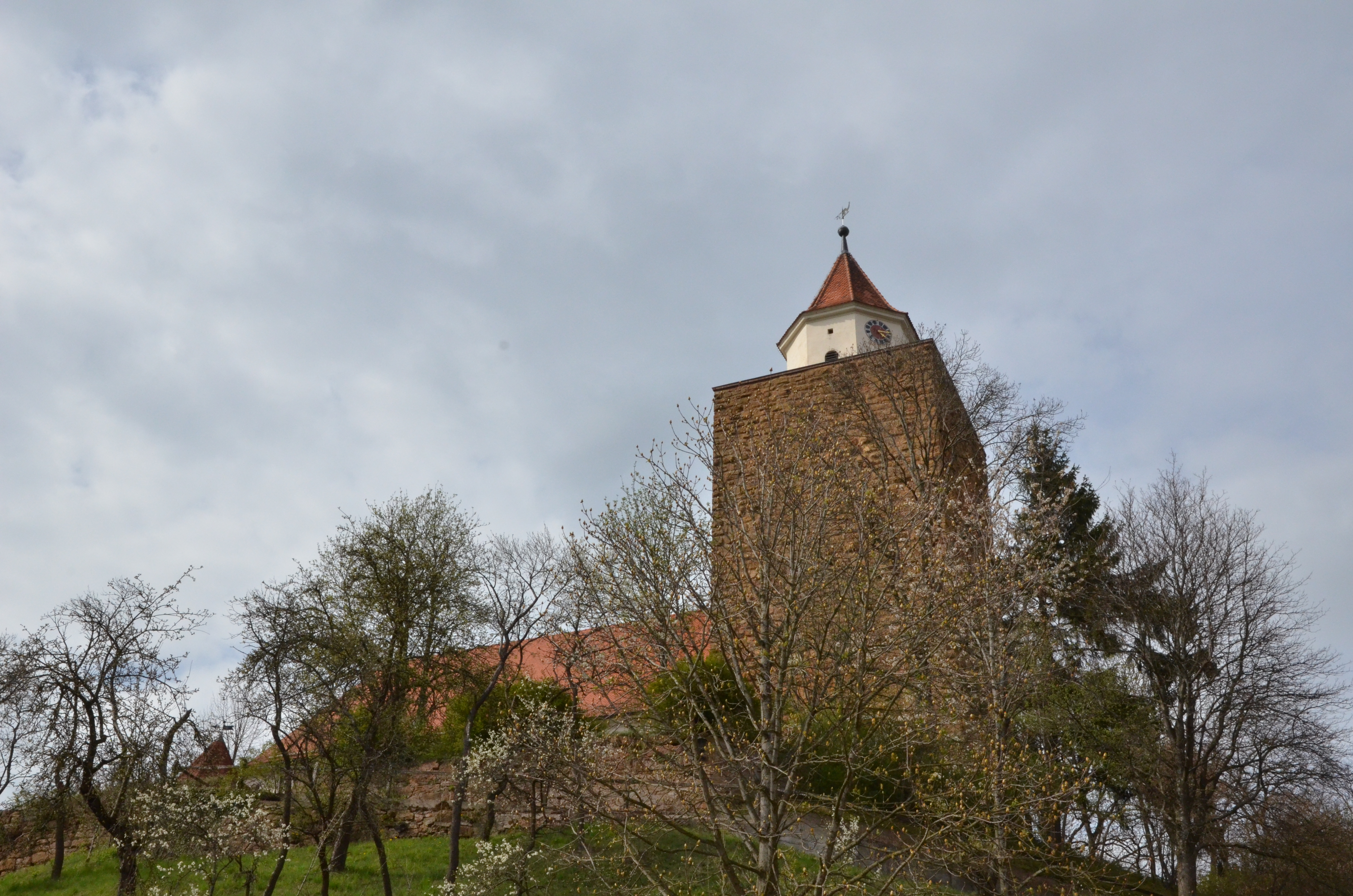
Burg Hohentrüdingen – heute ebenfalls Kirchturm
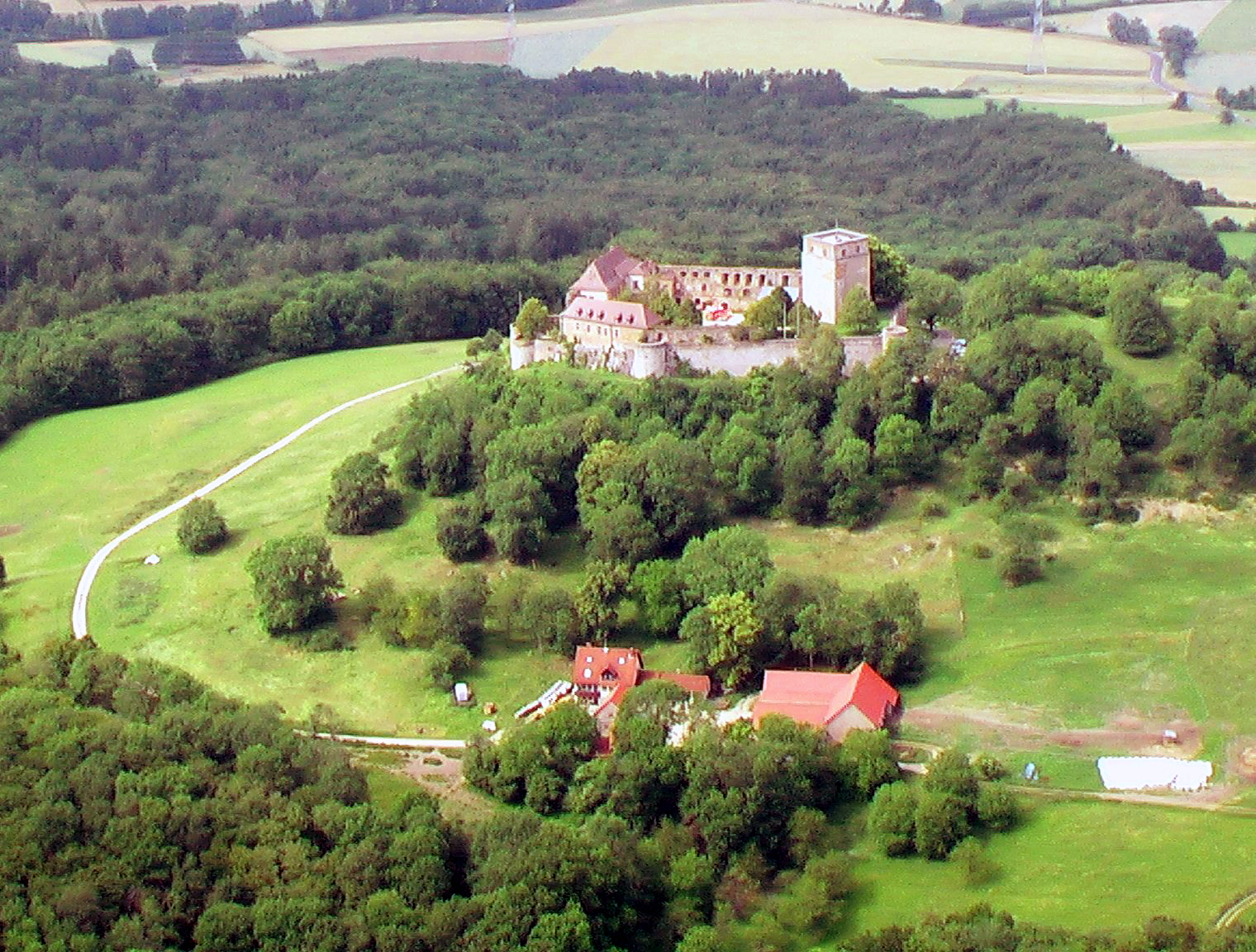
Giechburg
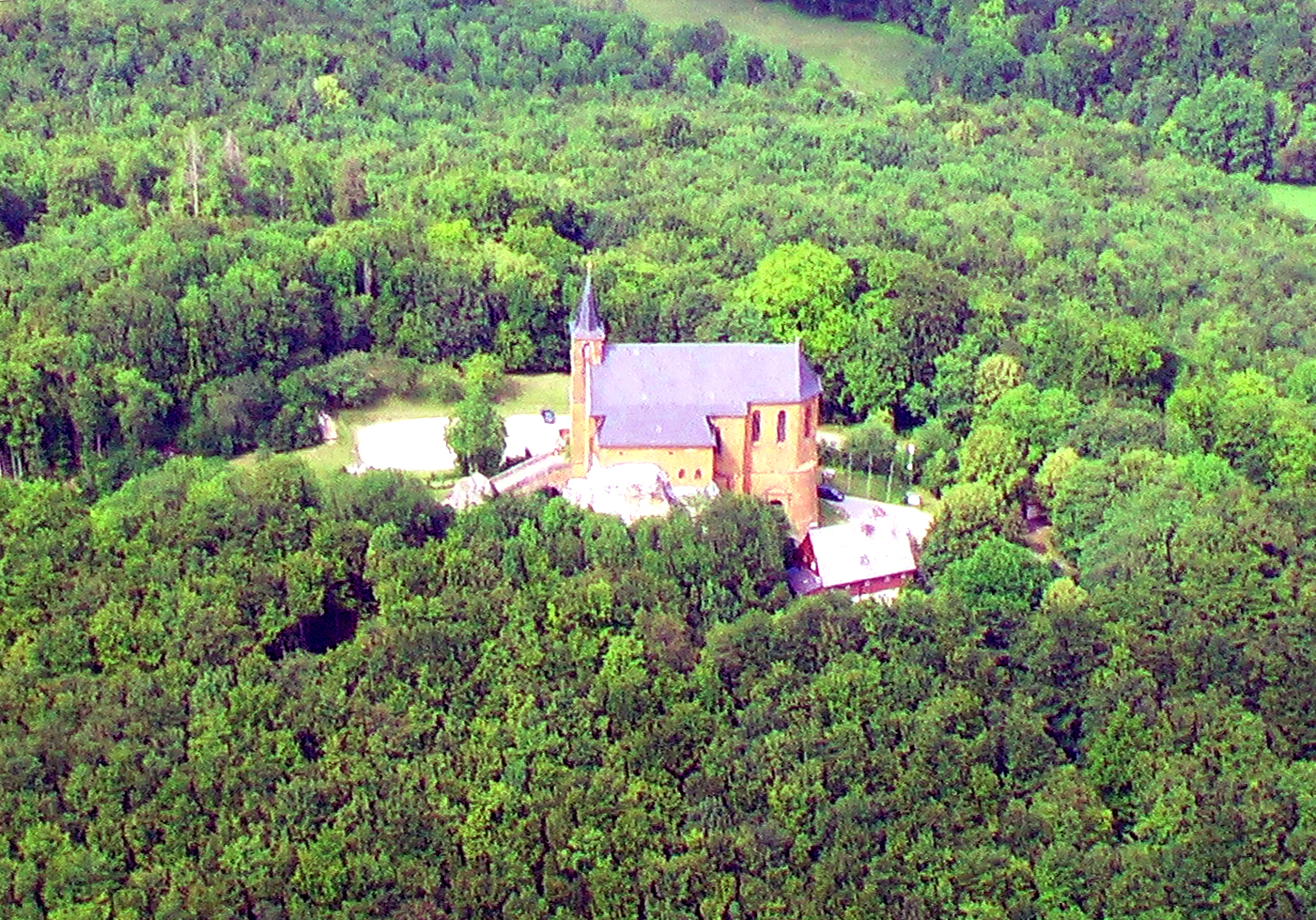
Burg Gügel – heute Kirche